# Катастрофа Boeing 737 у Кожикоде
Катастрофа Boeing 737 у Кожикоде — авіаційна катастрофа, що сталася 7 серпня 2020 року. Авіалайнер Boeing 737—800 виконував рейс з аеропорту Дубай (ОАЕ) до аеропорту Калікут у Кожикоде (Індія). Під час посадки в Кожикоде літак розбився, викотившись за межі злітно-посадкової смуги. Після того, як літак викотився з ЗПС, він впав до ущелини, розвалившись на дві частини. Зі 184 пасажирів та 6 членів екіпажа на борту літака (всього 190 людей), 18 людей, включаючи обидвох пілотів, загинули.

## Літак та екіпаж
Літак здійснював евакуаційний рейс, перевозячи з ОАЕ жителів Індії внаслідок пандемії COVID-19.
На борту знаходилося 190 осіб: 184 пасажири (з них 10 дітей) та 6 членів екіпажу. Екіпаж складався з 4 бортпровідників та 2 пілотів, а саме: капітани Дипак Васант Сате (колишній пілот-випробувальник ВВС Індії з 12-річним стажем) з 10.000 годин нальоту та 32-річний Ахілеш Кумар.

## Політ та катастрофа
Літак до приземлення двічі намагався зайти на посадку. У Кожикоде кілька днів йшли зливи. У момент приземлення також був сильний дощ та вітер до 15 вузлів. Перше заходження на посадку здійснювалося на ЗПС № 28, але через труднощі, літак двічі облетів аеропорт, намагаючись повторно сісти, а вже потім вилетів з протилежного боку на ЗПС № 10, де літак здійснив аварійну посадку. Фактична швидкість були вище посадкової, тому літак приземлився далі від точки приземлення і не встиг вчасно загальмувати. Він викотився за злітну смугу, впавши до 10-метрової розщелини, розвалившись на дві частини, при цьому не спровокувавши пожежі.

## Жертви
На ранок 8 серпня загинуло 18, серед них 4 дитини і 2 пілоти. 149 госпіталізованих були доставлені у 13 лікарень міст Кожикоде і Малапурама, з них 23 осіб у важкому стані.
Серед загиблих капітан індійської команди з крикету Вірат Кохлі. 23 людини з незначними ушкодженнями були виписані в перший день прибуття до лікарень.
| Загиблі  | Загиблі | Загиблі | Вижили   | Вижили | Вижили | Всього було на борту |
| Пасажири | Екіпаж  | Всього  | Пасажири | Екіпаж | Всього | Всього було на борту |
| -------- | ------- | ------- | -------- | ------ | ------ | -------------------- |
| 16       | 2       | 18      | 168      | 4      | 172    | 190                  |

## Рятувальні операції
Для проведення рятувальних операцій було задіяно місцеву поліцію та пожежних. Міністр МВС Індії Аміт Шах доручив силам реагування на стихійні лиха якомога швидше прибути на місце та надати допомогу у проведенні рятувальних операцій. Евакуація завершена впродовж 4 годин. Всі рейси з Кожикоде було переведено до аеропорту Каннур.

## Розслідування
Головне управління цивільної авіації почало розслідування по факту авіакатастрофи.
У липні 2019 року генеральний директорат цивільної авіації (DGCA) повідомляв адміністрацію аеропорту про велику кількість ситуації, коли борти виїжджали за межі ЗПС під час посадки на мокру смугу. Перевірка виявила «надмірні відкладення гуми» на смузі та тріщини з застоєм води на деяких ділянках ЗПС, а також ухил поверхні в певнихї місцях, що перевищував максимально дозволений.
8 серпня вранці були виявлені цифровий бортовий самописець і бортовий диктофон літака.
За попередніми результатами розслідування, літак було невірно скеровано. Посадка відбувалася не проти напрямку вітру, а за ним, що пришвидшило швидкість судна. Внаслідок чого літак приземлився посередині смуги, пролетівши на 1000 метрів далі від запланованої точки приземлення.

## Компенсації
Уряд Керали заявив, про виплати 10 лакхів (1 млн) рупій родинам загиблих у катастрофі, та повну оплату лікування постраждалим.